# Colonia el Pedregal, Hidalgo
Colonia el Pedregal är en ort i Mexiko.   Den ligger i kommunen San Felipe Orizatlán och delstaten Hidalgo, i den sydöstra delen av landet, 200 km norr om huvudstaden Mexico City. Colonia el Pedregal ligger 177 meter över havet och antalet invånare är 393.
Terrängen runt Colonia el Pedregal är kuperad åt sydväst, men åt nordost är den platt. Runt Colonia el Pedregal är det ganska tätbefolkat, med 248 invånare per kvadratkilometer. Närmaste större samhälle är Huejutla de Reyes, 18,3 km öster om Colonia el Pedregal. Omgivningarna runt Colonia el Pedregal är en mosaik av jordbruksmark och naturlig växtlighet.